# Марта Кауфман
Марта Кауфман (на английски: Marta Kauffman) е американски сценарист и продуцент.
Тя и Дейвид Крейн са създателите на култовия комедиен сериал Приятели, който се излъчва между 1994 и 2004. Заедно с Кевин С. Брайт и Крейн тя е сред изпълнителните продуценти на сериала. Кауфман е съ-автор и съ-продуцент, отново с Дейвид Крейн, на сериала „Тайните на Вероника“, с участието на Кърсти Али. Тя е и главен продуцент на комедийния сериал „Джеси“ с участието на Кристина Апългейт и прекратен след два сезона.
Марта Кауфман завършва през 1978 Университета Брендейс в Уолтъм, Масачузетс с диплома по Театрални изкуства. Докато следва там тя се запознава с бъдещия си творчески партньор Дейвид Крейн, който завършва една година след нея. От 2005 насам Кауфман живее със съпруга си композитора Майкъл Склоф и трите им деца в Лос Анджелис. Съпругът ѝ е и съ-автор на песента „I'll Be There for You“ на The Rembrandts, която е използвана като основната песен в шапката на „Приятели“.